# Yana Nariezhna
Yana Nariezhna –en ucraniano, Яна Наріжна– (29 de agosto de 1999) es una deportista ucraniana que compite en natación sincronizada.
Ganó cinco medallas en el Campeonato Mundial de Natación, en los años 2017 y 2019, y tres medallas en el Campeonato Europeo de Natación de 2018. En los Juegos Europeos de Bakú 2015 consiguió tres medallas de bronce.

## Palmarés internacional
| Campeonato Mundial | Campeonato Mundial      | Campeonato Mundial | Campeonato Mundial |
| Año                | Lugar                   | Medalla            | Prueba             |
| ------------------ | ----------------------- | ------------------ | ------------------ |
| 2017               | Budapest (Hungría)      | Medalla de plata   | Combinación libre  |
| 2019               | Gwangju (Corea del Sur) | Medalla de oro     | Rutina especial    |
| 2019               | Gwangju (Corea del Sur) | Medalla de bronce  | Equipo técnico     |
| 2019               | Gwangju (Corea del Sur) | Medalla de bronce  | Equipo libre       |
| 2019               | Gwangju (Corea del Sur) | Medalla de bronce  | Combinación libre  |
| Juegos Europeos    |                         |                    |                    |
| Año                | Lugar                   | Medalla            | Prueba             |
| 2015               | Bakú (Azerbaiyán)       | Medalla de bronce  | Dúo                |
| 2015               | Bakú (Azerbaiyán)       | Medalla de bronce  | Equipo             |
| 2015               | Bakú (Azerbaiyán)       | Medalla de bronce  | Combinación libre  |
| Campeonato Europeo |                         |                    |                    |
| Año                | Lugar                   | Medalla            | Prueba             |
| 2018               | Glasgow (Reino Unido)   | Medalla de oro     | Combinación libre  |
| 2018               | Glasgow (Reino Unido)   | Medalla de plata   | Equipo técnico     |
| 2018               | Glasgow (Reino Unido)   | Medalla de plata   | Equipo libre       |